# Hohenstaufen
För berget Hohenstaufen, se Hohenstaufen (berg).

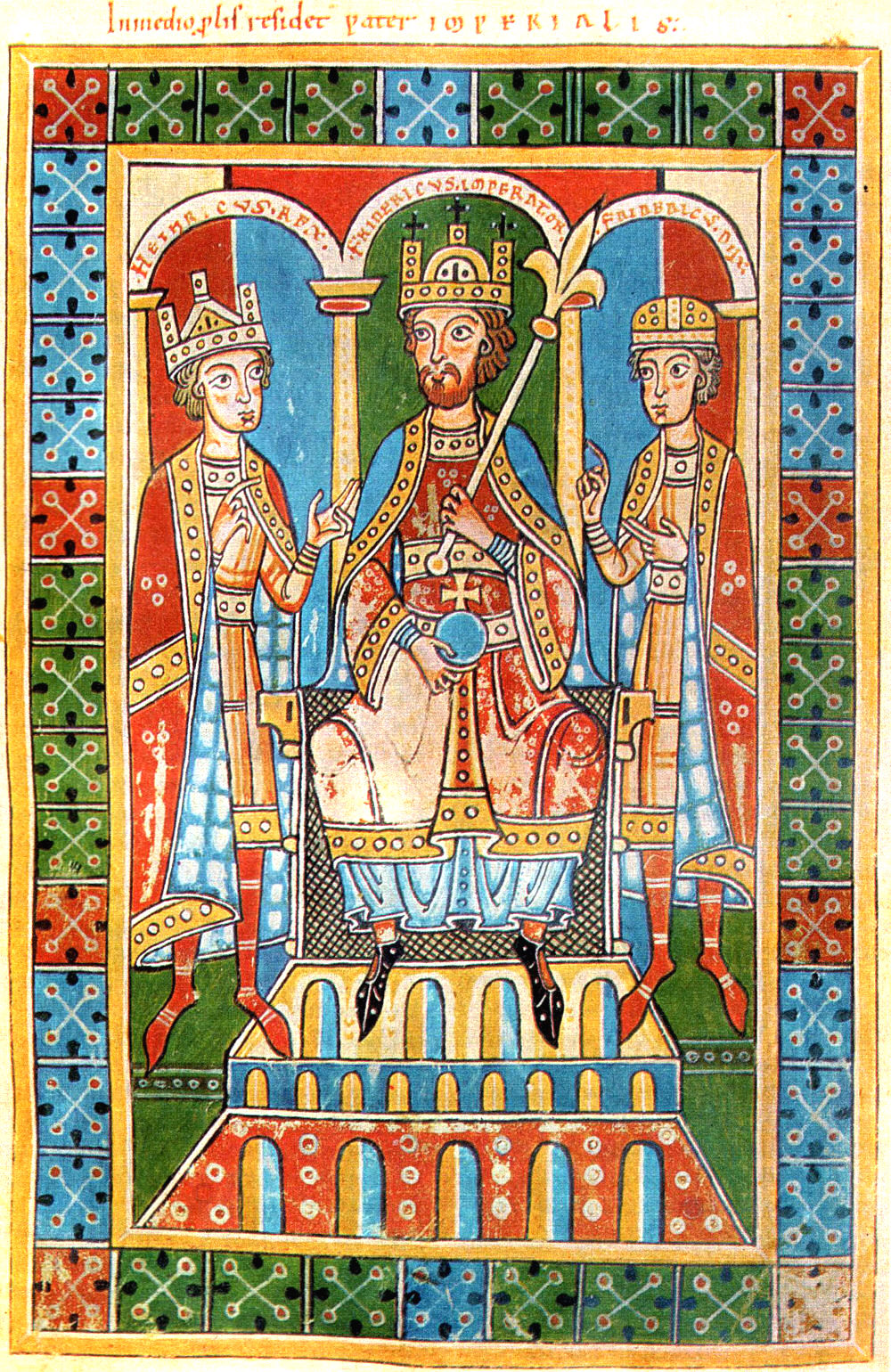
Fredrik Barbarossa och hans söner.

Hohenstaufen var en tysk adelsfamilj och senare kungahus med stort inflytande under medeltiden.
Den förste med säkerhet kände stamfadern är Friedrich von Büren (död 1094). Hans son Friedrich von Staufen (död 1105) byggde borgen Hohenstaufen och var anhängare till Henrik IV, som 1079 förlänade honom hertigdömet Schwaben och gav honom sin dotter Agnes till gemål. Dennes äldste son, Fredrik den enögde (1105–1147) ärvde Schwaben och hans broder Konrad fick 1112 hertigdömet Franken i förläning av Henrik V och blev som Konrad III tysk-romersk kung.
Hohenstauferna kom därefter att inneha den tyska-romerska kejsartronen fram till 1254. Tysk-romerska riket steg under Fredrik Barbarossa, Henrik VI och Fredrik II till sin högsta makt, och under Fredrik II nådde striden mellan kejsare och påven sin höjdpunkt. Den siste tyske kungen av detta hus var Konrad IV. Släkten utslocknade på manliga linjen med Konradin, Konrad IV:s son 1268. Fredrik II:s illegitima söner Manfred och Enzio dog 1266 och 1272.